# Mastigoteuthis atlantica
Mastigoteuthis atlantica är en bläckfiskart som beskrevs av Louis Joubin 1933. Mastigoteuthis atlantica ingår i släktet Mastigoteuthis och familjen Mastigoteuthidae. Inga underarter finns listade i Catalogue of Life.

## Bildgalleri

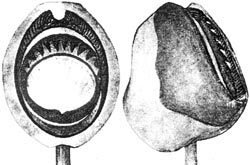
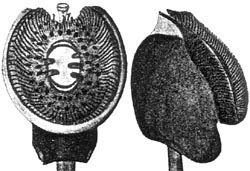